# Джейн Рей Ньюмен
Джейн Рей Ньюмен (англ. Jaime Ray Newman; нар. 2 квітня 1978) — американська акторка, продюсерка та співачка. Відома тим, що знялася як Крістіна Кассадін у мильній опері «Загальна лікарня», Мінді О'Делл у драматичному серіалі «Вероніка Марс», Кет Гарденер у фантастичному серіалі «Іствік», лейтенант Лора Кадман у науково-фантастичному серіалі «Зоряна брама», Тесс Фонтана в науково-фантастичний серіал Еврика, Кет Петрова у драматично-трилерному серіалі « Червона вдова», Сем Гордон у комедійно-драматичному серіалі «Розумні ігри», Еллісон Рот у кримінальному драматичному серіалі «Зле місто» та Сара Ліберман у серіалі «Каратель».
Разом зі своїм чоловіком Гаєм Наттівом вона виграла премію Академії за кращий живий короткометражний фільм у 2019 році за постановку драми «Шкіра» (2018).

## Раннє життя
Ньюмен народилася в Фармінгтон-Гіллз, штат Мічиган, в єврейській родині. У неї є одна сестра Бет Ніколь, вона є директоркою з глобальних зв'язків з громадськістю компанії. Ньюмен почала виступати в одинадцятирічному віці в дебюті п'єси Ізраїля Горовиця «A Rosen by Any Other Name». Вона постійно працювала навколо Детройту, виступаючи в багатьох регіональних театрах. Початкову освіту Ньюмен отримала в єврейській гіллельській школі митрополита Детройта, де вона зіграла роль Адо Енні Карнс у п'єсі восьмого класу Оклахоми!.
Джейн Ньюмен відвідувала приватну школу Кренбрук Кінґсвуд в Блумфілд-Гіллз, штат Мічиган, і проводила літо в Інтерлоченському центрі мистецтв, де вона виграла нагороду Корсона за видатні досягнення в акторській майстерності. Навчаючись у середній школі в Кренбруку, вона три роки поспіль завоювала перше місце в Мічиганській інтерхоластичній криміналістичній асоціації, загальнодержавному драматичному змаганні. У шістнадцятилітньому віці Ньюман заснувала Apollo Theatre Productions, виконуючи функції як продюсера, так і режисера. Закінчила Кранбрук у 1996 році. Тоді Ньюман два роки відвідувала театральну консерваторію коледжу театральних мистецтв Бостонського університету, перш ніж перейшов до Північно-Західного університету як англійський та драматичний спеціаліст.
Також вона заснувала фестиваль для жінок у сфері мистецтва. Завдяки цьому вона продюсувала та виступала на премії Пулітцера Паула Фогеля — виграванні „ Як я навчився водити“. Живучи в Чикаго, вона виступала з власним джазовим квартетом. Ньюмен переїхала до Лос-Анджелеса у вересні 2000 року.

## Кар'єра
Джейн Ньюмен вперше заробила собі на життя, виступаючи зі своїм джазовим квартетом, а також знялася у кількох короткометражних фільмах. Також виступила на шоу Дрю Кері. Незабаром вона вийшла на роль Крістіни Кассадін в мильній опері Загальна лікарня. Перебуваючи там, вона продовжила свою музичну кар'єру, зібравши свій кавер-гурт School Boy Crush. Ньюмен та School Boy Crush регулярно грав у клубі The Buffalo у Санта-Моніці, Каліфорнія ; Мумба в Західному Голлівуді ; Мартіні Лаунж Ніка; Кафе Cordiale; і в Люкс на Беверлі-Хіллз. Група охоплювала найрізноманітніші музики — від фанку та соулу до R&B та блюзу. Зовсім недавно вони грали на вечірці нагород ESPN у The Highlands, сусідньому місці театру Кодак.
У січні 2003 року Ньюман знялася з Девідом Швіммером, Джонатан Сілверман і Том Еверетт Скотт в п'єсі «Turnaround».У жовтні 2006 року Ньюмен розпочала восьмиепізодний серіал у повторюваній ролі в критично відомій шоу CW Вероніки Марс. Вона також стала улюбленицею фанатів, з'явившись у Stargate Atlantis у ролі лейтенанта Лаури Кадман.

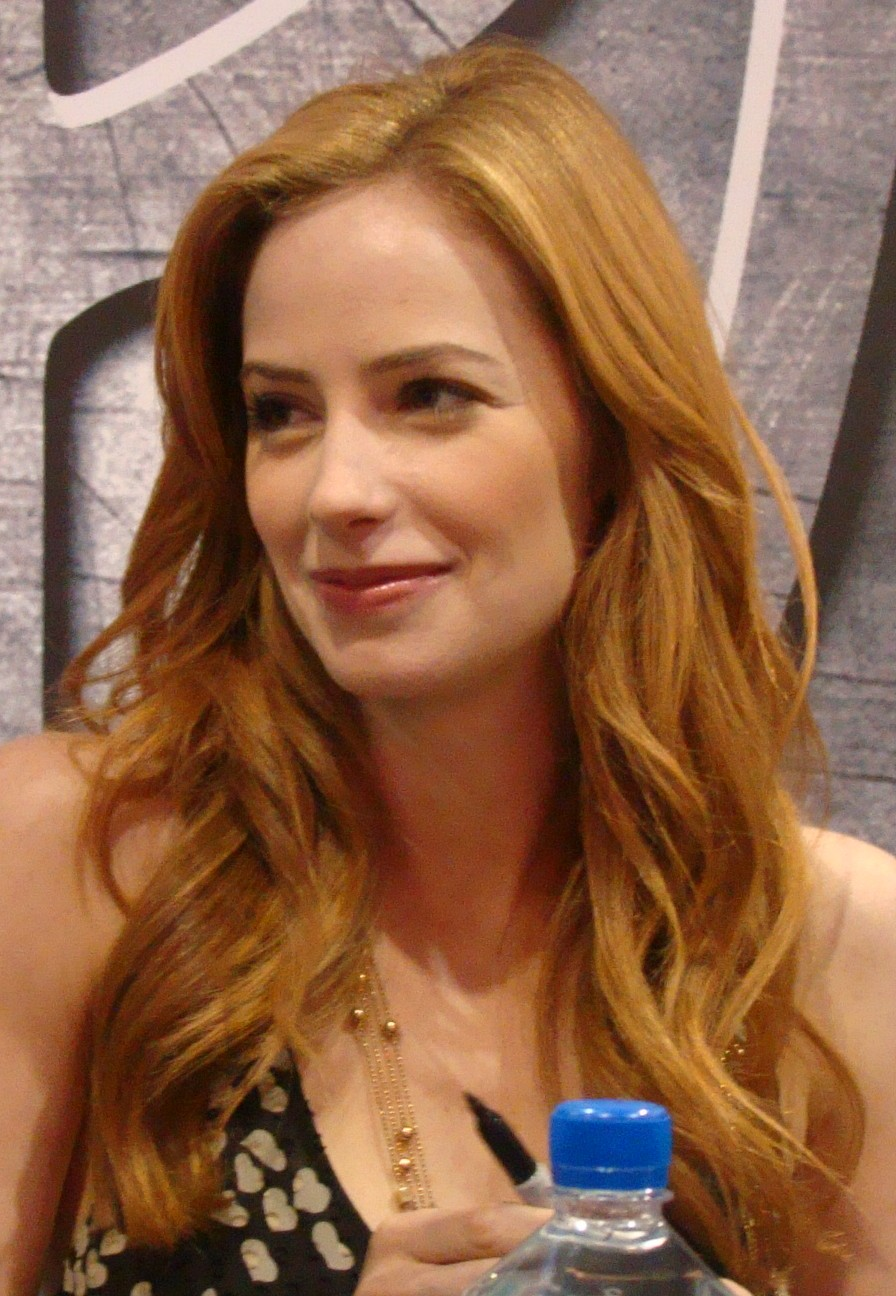
Ньюмен в Сан-Дієго, липень 2009 року

У 2007 році Ньюмен знялася у п'єсі Ніла Лабута «Жирна свиня» у «Геффен-хаусі», а в 2008 році знялася у виставі Дівчина (дівчата). Наступного року вона з'явилася разом з Ребеккою Ромійн, Ліндсі Прайс та Полом Гроссом у телевізійній адаптації «Іствіка» 2009 року, у ролі Кет Гарденнер, медсестри та матері п'ятирічної дівчинки, яка виявляє її магічні сили. У 2010 році вона виконувала великі повторювані ролі у «Еврики» як доктора Тесс Фонтана, та у Drop Dead Diva як Ванесса Хеммінгс.
Ньюман знялася у Радха Мітчеллі у серіалі чотирьохсезонного періоду ABC 2013 Червона Вдова.Того ж року вона знялася у незалежному психологічному трилері « Altered Minds». У травні 2014 року повідомлялося, що вона зіграє гостя в епізоді комедії-драми TNT Franklin & Bash. Пізніше її зняли як регулярну серію в іншій серії ABC, Mind Games, проти Крістіана Слейтера та Стіва Зана. У грудні 2015 року Ньюмен приєднався до участі в четвертому сезоні « Bates Motel» як головної повторюваної героїні Ребекки Гамільтон, минулої любовної зацікавленості шерифа Ромеро (Нестора Карбонелла).
У серпні 2016 року вона була знята в повторюваній ролі Уайлдреда Дарнелла в п'ятому сезоні процедурного драматичного серіалу ТНТ Основні злочини. У наступному році Ньюмен почала свою головну роль в серіалі регулярної ролі Сари Ліберман у драмі Marvel від Netflix « Каратель», спінінг-серіалі із персонажем із Смердевіла. Потім вона повторилася як Ірен МакАллістер у третьому сезоні драматичного серіалу Syfy «Маги».

## Особисте життя
Ньюмен одружилася із ізраїльським письменником та режисером Гаєм Наттівом (2 квітня 2012 року) в Тель-Авіві. У них дві дочки.

## Фільмографія

### Фільм
| Рік      | Назва                                     | Роль                      | Примітки                                                                       |
| -------- | ----------------------------------------- | ------------------------- | ------------------------------------------------------------------------------ |
| 1999 рік | Повний вибух                              | Бо                        |                                                                                |
| 2002 рік | The Violent Kind                          | Аманда                    |                                                                                |
| 2002 рік | Якість зірки                              | Кеті Суелхелд             | Короткий фільм                                                                 |
| 2002 рік | Спіймай мене, якщо зможеш                 | Моніка                    |                                                                                |
| 2005 рік | Самотній Матадор                          | Емілі                     | Короткий фільм                                                                 |
| 2005 рік | Жити до кінця                             | Одрі Герсонс              |                                                                                |
| 2007 рік | Сирі кадри                                | Рейчел Грехем             | Короткий фільм                                                                 |
| 2007 рік | Секс та сніданок                          | Бетті                     |                                                                                |
| 2008 рік | Зроблений з честі                         | Аріель                    |                                                                                |
| 2008 рік | A Line in the Sand                        | Енн Марі                  |                                                                                |
| 2009 рік | Доктор Dolittle: Мульти мільйонів доларів | Еммі                      | Голос                                                                          |
| 2009 рік | Логорама                                  | Дівчина-диспетчер (радіо) | Голос                                                                          |
| 2012 рік | Резиночка                                 | Даніель Дженкінс          |                                                                                |
| 2013 рік | Змінені розуми                            | Джулі Шелнер              |                                                                                |
| 2013 рік | Гра вбивць                                | Емма                      |                                                                                |
| 2013 рік | Тарзан                                    | Аліса Грейсток (голос)    |                                                                                |
| 2016 рік | Реліквія                                  | Доктор Маккой             | Короткий фільм                                                                 |
| 2016 рік | A Christmas in New York                   | Сьюзен Кларк              |                                                                                |
| 2018 рік | Шкіра                                     | -                         | Короткий фільм Виграв — премію Академії за кращий живий короткометражний фільм |
| 2019 рік | Долина богів                              | Лора Екас                 |                                                                                |
| 2019 рік | MK Ultra                                  | Роза Штраус               | Пост-продакшн                                                                  |